# Participação especial

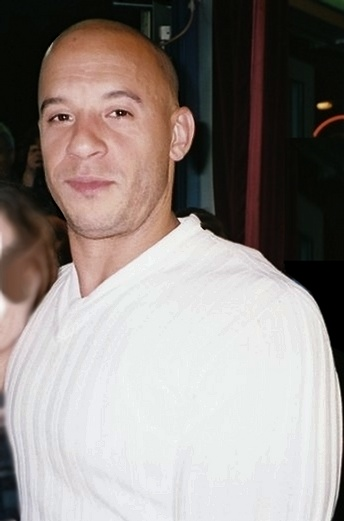
Vin Diesel durante sua participação especial em 'Pacifier', em Munique, Abril de 2005

Participação especial, por vezes também usado sua versão em inglês featuring e suas abreviações (feat. ou Ft.), é uma terminologia usada no mundo das artes (cinema, televisão e música) para informar que alguma celebridade está participando daquela obra, mas num papel secundário. Como exemplo, pode-se citar a participação especial de atores famosos em dublagens de filmes estrangeiros, como a que o Bussunda fez em Shrek.
Este termo é mais comumente usado no mundo da música, especialmente no rap, no R&B, no funk carioca, ou ainda na música eletrônica. Na música eletrônica, isso é muito comum, uma vez que os DJs que compõem as melodias às vezes usam a voz de um ou outro artista para cantar sua composição.

## Uso do termo na música
Na musica, os termos participação especial, ou featuring e sua abreviação ft., são usados da seguinte forma:
- Um artista ainda desconhecido para o público em geral pode ser introduzido ou ganhar notoriedade através de apresentações com artistas de maior fama. Ex: A participação do filho do Marcelo D2 em sua música "Loadeando". Assim, no encarte do álbum aparece: "Loadeando (Ft. Stephan)".
- Durante uma apresentação, artistas reconhecidos (que facilitam a venda de músicas) são frequentemente mencionados. Ex: A participação que a Ivete Sangalo fez no Acústico MTV - Sandy e Junior.
- Um artista pode ser mencionado na capa de um registro em um país onde ele é apreciado e "esquecido" em outro país onde ele é modestamente reconhecido ou apreciado.
- Durante um show, um músico local é convidado para fazer uma participação especial numa música que na versão de estúdio foi gravada por um convidado de outro país. Ex: A banda Maná, quando foi tocar a música "Corazón Espinado" no Rock in Rio, convidou o guitarrista brasileiro Andreas Kisser para tocá-la. A versão de estúdio desta música foi gravada com a participação especial do guitarrista mexicano Carlos Santana.

Atualmente a apresentação entre artistas reconhecidos está se multiplicando, muitas vezes favorecida pelas gravadoras, que esperam alcançar facilmente as vendas combinando os respectivos públicos de cada artista.

## Outros exemplos
Apesar de ser bastante comum o uso do termo no mundo da música, é possível expandir o uso deste termo para outros campos.
- Televisão - A participação especial que o ator Hector Bonilla fez em um dos episódios do seriado Chaves.
- Jogos Eletrônicos - Um exemplo de "participação especial" nos jogos eletrônicos ocorreu quando o personagem Kratos, da franquia God of War, participou de um dos jogos da franquia Mortal Kombat.
- Cinema - pode-se citar como exemplo o filme Space Jam, onde jogadores famosos da NBA (como Michael Jordan, por exemplo) fizeram uma participação especial no filme.
- Revistas em Quadrinhos (HQs) - Quando super-heróis de outras franquias fazem aparições nas histórias de outros super-heróis;